# 三分型配列

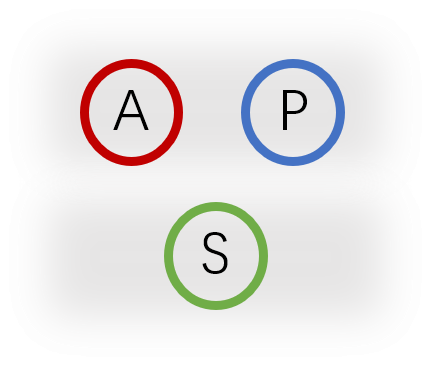
三分型配列示意

三分型配列（tripartite aligement; tripartite language; ergative–accusative language），又稱三分法配列、作宾格配列（Ergative–accusative aligement），是一类配列方式，即在句法或形态上，将不及物动词的单一变元（S）、及物动词的受事论元（P）以及及物动词的施事论元（A）分别对待。呈现这种配列的语言称为三分型语言、三分法语言或者作宾格语言；在格变化上，上述三种论元就分别被标注为三种格。三分型语言十分罕见。

## 编码性质
如果一门语言有形态上的格变化，那么谓语中心词的论元一般会如下标记：
- 不及物动词的单一核心变元（S）标记为不及物格；
- 及物动词的受事论元（P）标记为宾格；
- 及物动词的施事论元（A）标记为作格。

比如内兹佩尔塞语语里面，不及物动词句的不及物格变元没有任何后缀，而动词则有一个第三人稱后缀 hi- 与之形成一致；而及物动词句的作格论元後綴为-n(i)m，宾格论元後綴为-ne，同时动词有一个第三人称后缀 pée- 与它们形成一致：
在澳大利亚原住民的旺库马拉语里，一部分代词呈现三分型配列：
阿伊努语的代名词词缀也呈现三分型配列，如第一人称代词的作格作 ku-，不及物格作 -An，宾格作 -en-。像内兹佩尔塞语一样，阿伊努语同时具有主宾型语言常见的被动语态和作通型语言常见的反被动语态，这也是三分型语言的特征。

## 分布
除上述语言外，汉特语的瓦赫方言、塞梅莱语、卡劳拉高雅语（单数代名词）、雅兹古伦语（过去时）等。一些人工語言，尤其是工化語言，会使用三分型配列，以納美語最为显著。
三分型语言总的来说非常稀少:125，因为从动机来看格只需分辨及物动词句的 A 和 P 即可，故大多数语言中 S 不需要自己独立的格，可以跟 A 或 P 任意一方作相同标记，否则格会过剩。

## 外部連結
- Verbmorphologie des Nez Percé（页面存档备份，存于） (PDF-Datei; 352 kB) （德文）
- Manfred Krifka: Dimensionen grammatischer Variation – Ein sprachtypologischer Überblick. WS 2000/2001, Institut für deutsche Sprache und Linguistik, Humboldt-Universität zu Berlin, 12. Dezember 2000 （德文）